# حملات فروردین ۱۴۰۳ ایران به اسرائیل
حملات فروردین ۱۴۰۳ ایران به اسرائیل یا «عملیات وعده صادق» حمله موشکی-پهپادی بود که در بامداد ۲۶ فروردین ۱۴۰۳ (۱۴ آوریل ۲۰۲۴)، توسط سپاه پاسداران انقلاب اسلامی با هماهنگی حزب‌الله لبنان و حوثی‌های یمن علیه اسرائیل در پاسخ به حمله هوایی به کنسولگری ایران در دمشق انجام شد.
این حمله با به‌کارگیری پهپادهای انتحاری، موشک کروز و موشک‌های بالستیک در تلافی حمله هوایی به کنسولگری ایران در دمشق و کشته شدن محمدرضا زاهدی از فرماندهان ارشد نیروی قدس سپاه پاسداران انجام شد. این حملات نخستین رویارویی مستقیم نظامی بین دو کشور از آغاز جنگ نیابتی ایران و اسرائیل و شروع دور جدیدی از چالش‌ها در منطقهٔ غرب آسیا بود.
نیروهای دفاعی اسرائیل اعلام کردند که در طول عملیات سپر آهنین ۹۹٪ پرتابه‌های ایرانی رهگیری و منهدم شده‌اند. با این حال، یک مقام ارشد آمریکایی اظهار کرد که حداقل ۹ موشک ایرانی به دو پایگاه هوایی اسرائیل اصابت کرده است اما آسیب جدی به پایگاه‌ها وارد نکرد. برخی از موشک‌های بالستیک در فضا توسط سامانه پیکان سرنگون شدند. اطلاعات اولیه حاکی از آن بود که تنها درصد کمی از موشک‌های ایرانی از پدافند عبور کردند. یکی از موشک‌ها آسیب جزئی به پایگاه هوایی نواتیم در جنوب اسرائیل وارد کرد. در اسرائیل، یک دختربچه ۷ ساله بادیه نشین، توسط بخشی از موشک مورد اصابت قرار گرفت و مجروح شد. سی و یک نفر دیگر یا در حین هجوم به مناطق حفاظت شده صدمات جزئی متحمل شدند یا به دلیل اضطراب تحت درمان قرار گرفتند. اردن گزارش داد که تعدادی ترکش در قلمرو آن سقوط کرد که خسارت قابل توجهی به بار نیاورد.
چندین کشور در خاورمیانه حریم هوایی خود را چند ساعت قبل از حمله ایران به اسرائیل در نیمه شب ۱۳ آوریل ۲۰۲۴ بستند. حمله جمهوری اسلامی ایران شامل حدود ۱۷۰ پهپاد، بیش از ۳۰ موشک کروز و بیش از ۱۲۰ موشک بالستیک بود. اسرائیل از پیکان ۳ و سیستم‌های فلاخن داوود برای سرنگونی پرتابه‌ها استفاده کرد. نیروی هوایی و نیروی دریایی آمریکا، بریتانیا، فرانسه و اردن به سرنگونی پهپادهای ایرانی کمک کردند. فرانسه که به درخواست اردن مداخله کرد، نیروی دریایی خود را برای ارائه پوشش راداری مستقر کرد. اردن اعلام کرد که برای اطمینان از امنیت شهروندان، پرتابه‌هایی را که به حریم هوایی خود پرواز می‌کردند، رهگیری کرده است.
امیر عبداللهیان گفت ۷۲ ساعت پیش از انجام این حمله به کشورهای همسایه اطلاع داده بوده است. گفته می‌شود، او از طریق ترکیه به آمریکا اطلاع داده بود که حمله ادامه نخواهد داشت. آمریکا نیز به ایران اطلاع داده بود که عملیات نظامی ایران نباید از حدی گسترده‌تر شود. در ۱۴ آوریل، نماینده جمهوری اسلامی ایران در سازمان ملل گفت این حملات را می‌توان پایان یافته تلقی کرد.
این حمله بزرگ‌ترین حمله پهپادی در تاریخ و دومین بار پس از حمله‌های موشکی عراق به اسرائیل در ۱۹۹۱ بود که اسرائیل مستقیماً توسط ارتش یک کشور دیگر مورد حمله قرار می‌گرفت. حملات ایران، انتقاد سازمان ملل، چندین رهبر جهان و تحلیلگران سیاسی را برانگیخت که هشدار دادند که ممکن است اقدام ایران تبدیل به یک جنگ منطقه‌ای تمام‌عیار شود. تعدادی از شخصیت‌ها و تحلیلگران اقدام نظامی ایران را یک حملهٔ شکست‌خورده نامیدند.

## پیش‌زمینه
در ۷ اکتبر ۲۰۲۳، حماس، یک سازمان شبه‌نظامی تحت حمایت ایران، حمله‌ای را در جنوب اسرائیل انجام داد که منجر به کشته شدن ۱٬۲۰۰ نفر شد. در پی آن، اسرائیل با آغاز حمله ای سنگین به نوار غزه پاسخ داد. به گفته وزارت بهداشت غزه، در ۶ ماه نخست این رویداد، بیش از ۳۳٬۰۰۰ نفر فلسطینی کشته شدند، و طی آن جمهوری اسلامی ایران، اسرائیل را بارها به ارتکاب نسل‌کشی علیه فلسطینیان متهم کرد.

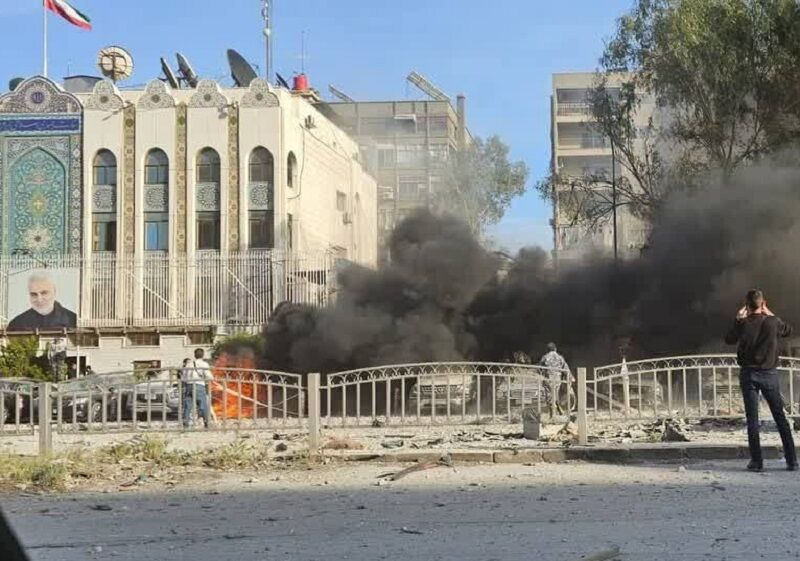
حمله اسرائیل به کنسولگری جمهوری اسلامی ایران که منجر به این حمله شد

پس از ۷ اکتبر، حزب‌الله لبنان که تحت حمایت ایران بود، حمله به شمال اسرائیل را آغاز کرد. بیش از هزاران حادثه و درگیری نظامی بین حزب‌الله و اسرائیل از آغاز جنگ ثبت شده است.
در ۱ آوریل ۲۰۲۴، ساختمان ضمیمه کنسولگری ایران در مجاورت سفارت ایران در دمشق، مورد حمله مستقیم نیروی هوایی اسرائیل قرار گرفت و ۱۶ نفر از جمله سردار محمدرضا زاهدی، از فرماندهان ارشد نیروی قدس سپاه پاسداران انقلاب اسلامی (سپاه) و هفت افسر دیگر سپاه کشته شدند. بلافاصله پس از حمله، ایران عهد انتقام گرفت. گزارش‌هایی نشان می‌داد این انگیزه بالقوه برای حمله هوایی است. ایران ادعا کرد که این ساختمان بخشی از محوطه سفارت است، در حالی که اسرائیل مدعی بود که این ساختمانی است که توسط سپاه پاسداران استفاده می‌شود و در خارج از محوطه حصارکشی شده سفارت قرار دارد. برخی از کشورها و سازمان‌های بین‌المللی این حمله را محکوم کردند و ایالات متحده آمریکا دخالت یا اطلاع قبلی پیرامون این حمله را رد کرد.
در هفته‌های قبل از حمله، آمریکا، فرانسه، آلمان و بریتانیا به ایران هشدار دادند که حمله به اسرائیل می‌تواند منجر به تشدید و بی‌ثباتی در منطقه شود. اسرائیل نیز به ایران هشدار داد که حمله مستقیم از سوی ایران می‌تواند به پاسخ نظامی مستقیم اسرائیل به خاک ایران منجر شود. گزارش شده است که عربستان سعودی، امارات متحده عربی، عمان و کویت اقداماتی را برای جلوگیری از استفاده آمریکا از پایگاه‌های خود در قلمرو خود برای حمله احتمالی علیه ایران انجام دادند. در اوایل آوریل ۲۰۲۴، جمهوری اسلامی تهدید کرد که ایران کشورهای عربی را صورت مداخله برای دفاع از اسرائیل مورد هدف قرار داده و به پایگاه‌های نظامی آمریکا در آن کشورها حمله خواهد کرد. ساعاتی پیش از این حمله، کشتی MSC Aries وابسته به اسرائیل در نزدیکی تنگه هرمز از سوی نیروی دریایی سپاه توقیف شده‌بود.
همزمان با بالا گرفتن رویارویی نظامی جمهوری اسلامی و اسرائیل، شرکت هواپیمایی لوفت‌هانزا روز جمعه ۲۴ فروردین تعلیق پروازهای خود از مبدأ و به مقصد تهران را تا روز پنجشنبه ۳۰ فروردین تمدید کرد. کی‌ال‌ام هلند پروازهایش را بر فراز آسمان ایران و اسرائیل تا اطلاع ثانوی تعلیق کرد. شرکت هواپیمایی استرالیایی کانتاس اعلام کرد به دلیل تشدید تنش‌های ایران و اسرائیل، پروازهای مستقیم خود از پرت به مقصد لندن را متوقف می‌کند و این پروازها از این پس، با یک توقف در سنگاپور صورت خواهد گرفت.

## شرح حمله

### آمادگی اولیه برای حمله
برای آماده شدن برای حمله، اسرائیل، در کنار عراق، اردن، لبنان، سوریه و کویت، حریم هوایی خود را در ۱۳ آوریل بست، و حریم هوایی ایران فقط به روی پروازهای VFR بسته شد. مصر نیز اعلام کرد پدافند هوایی‌اش در حالت آماده باش بالا قرار دارد.
حزب‌الله اعلام کرد که ده‌ها راکت را با استفاده از راکت انداز گراد به یک سایت دفاع هوایی اسرائیل در بلندی‌های جولان اشغالی شلیک کرده است. این گروه گفت که حمله اندکی پس از نیمه شب به وقت محلی صورت گرفت.

### پرتاب موشک و پهپاد
در بامداد ۱۳ آوریل ۲۰۲۴، ایران یک حمله موشکی و پهپادی به اسرائیل انجام داد و در میان دیگر مسیرهای تأیید نشده، سایت‌هایی را در بلندی‌های جولان و منطقه آراد و دو پایگاه هوایی در صحرای نگب را هدف قرار داد. این حمله عملیات وعده صادق نامگذاری شد.
طبق گزارش واشینگتن پست، این حمله از بیش از ۲۰۰ موشک و پهپاد تشکیل شده بود و به ادعای ایرنا شامل موشک‌های بالستیک بود. سی‌ان‌ان و رویترز هردو گزارش دادند که بیش از ۳۰۰ پرتابه به سمت اسرائیل پرتاب شده است. ارتش اسرائیل می‌گوید ایران ۱۷۰ پهپاد، ۳۰ موشک کروز و ۱۲۰ موشک بالستیک پرتاب کرده است. به گفته دانیل هاگاری، سخنگوی ارتش اسرائیل، تقریباً ۳۵۰ موشک از ایران، عراق، لبنان و یمن به اسرائیل شلیک شد.
به گفته محمد باقری، رئیس ستاد کل نیروهای مسلح ایران، اهداف اولیه شامل پایگاه هوایی نواتیم که اسرائیل از آنجا به کنسولگری ایران حمله کرد و همچنین مرکز اطلاعاتی در بخش تحت اشغال اسرائیل در جبل‌الشیخ که اطلاعات را تأمین می‌کرد، بود. این عملیات به حمله تلافی جویانه علیه حمله اسرائیل به کنسولگری ایران محدود شد. اهداف دیگر شامل پایگاه هوایی رامون در جنوب اسرائیل، تل‌آویو و دیمونا، که محل استقرار یک تأسیسات هسته ای است بودند. به گزارش خبرگزاری تسنیم و به نقل از سپاه پاسداران انقلاب اسلامی، تاکتیک مورد استفاده شامل اشباع کردن گنبد آهنین و فلاخن داوود با موج اول صدها پهپاد انتحاری شاهد ۱۳۶ بود تا راه را برای ده‌ها موشک بالستیک در موج دوم باز کند.

### پدافند اسرائیل

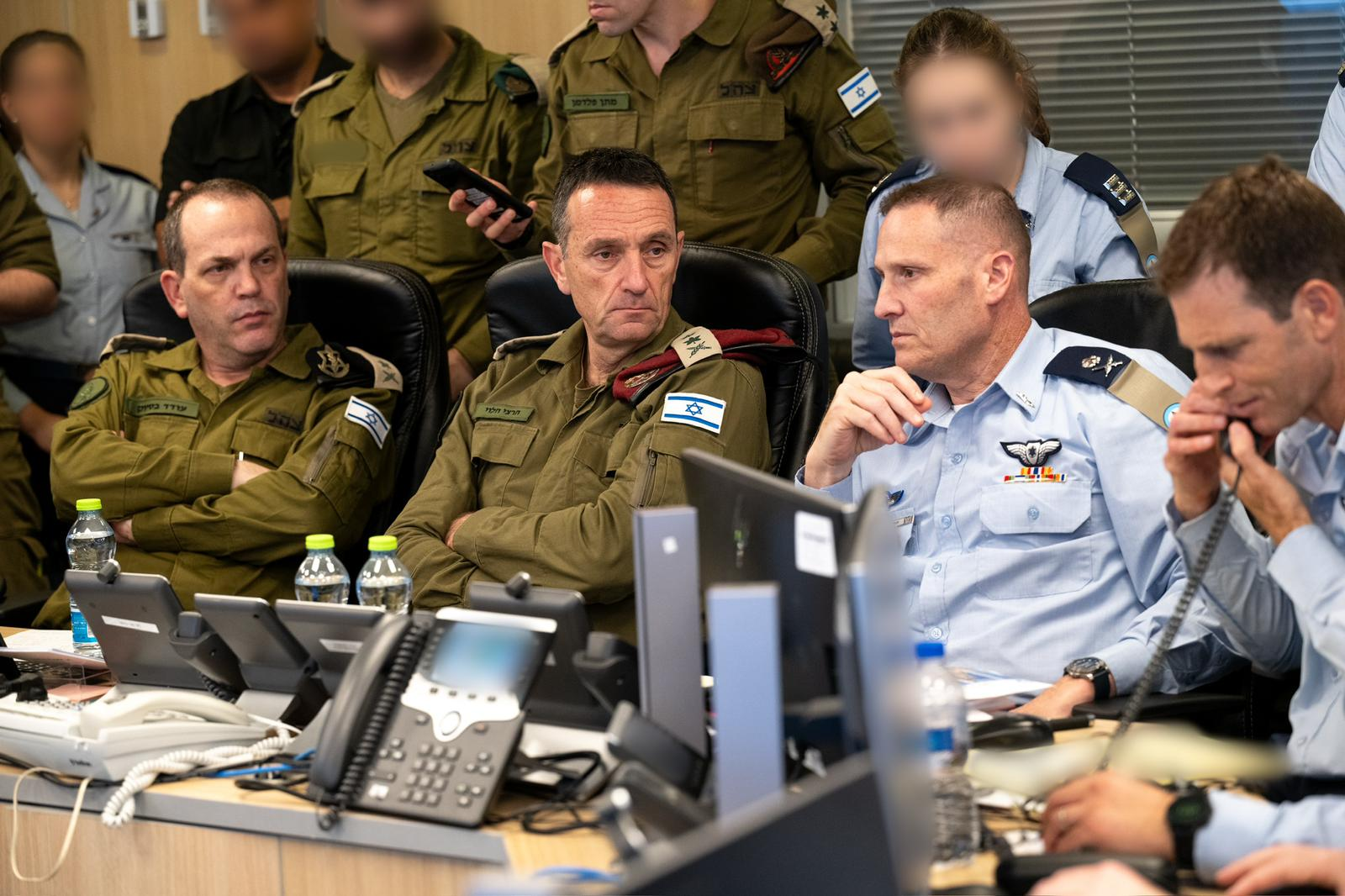
رئیس ستاد کل ارتش، ستوان هرتزل لوی، در حال انجام ارزیابی موقعیتی در مرکز عملیات نیروی هوایی اسرائیل

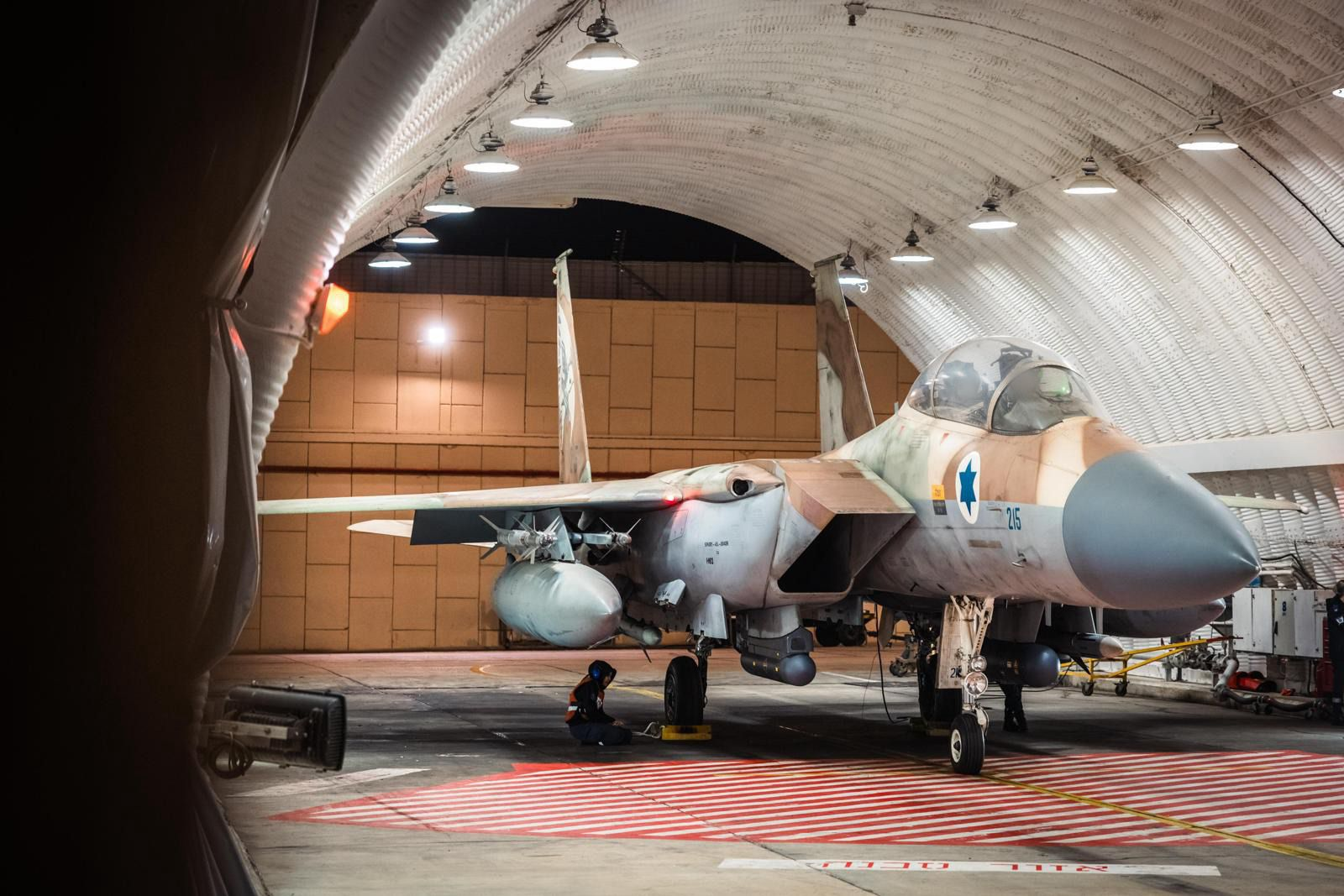
یکی از جنگنده‌های اسرائیل در حال آماده‌سازی برای رهگیری و نابودی موشک‌های شلیک شده از سمت ایران

اسرائیل از سیستم‌های پیکان ۳ و فلاخن داوود برای سرنگونی سلاح‌های وارده استفاده کرد، و سیستم‌های هدایت الکترونیکی را برای مختل کردن ناوبری موشک مختل کرد. بسیاری از پهپادها هنگام پرواز بر فراز سوریه سرنگون شدند. اسرائیل گفت که ۹۹٪ از سلاح‌ها را با موفقیت رهگیری کرده است.
در حدود ساعت ۲:۰۰ بامداد به وقت محلی در ۱۴ آوریل، صدای انفجار در اورشلیم شنیده شد، در حالی که آژیرهای حمله هوایی در سراسر اسرائیل، کرانه باختری و دریای مرده به صدا درآمد. معلوم نیست این انفجارها رهگیری توسط گنبد آهنین بوده یا حملات موشکی. بعضی از موشک‌های ایرانی نیز بالای مسجدالاقصی رهگیری شدند.
جت‌های ارتش اسرائیل اهداف نظامی در جنوب لبنان متعلق به نیروهای حزب‌الله رضوان را هدف قرار دادند.

#### کمک‌های پدافندی به اسرائیل
ایالات متحده دفاع چندملیتی اسرائیل از شمال عراق تا جنوب خلیج فارس را از مرکز عملیات هوایی ترکیبی در پایگاه هوایی العدید قطر هماهنگ کرد. ایالات متحده، بریتانیا و اردن نیز از نیروهای خود برای رهگیری پرتابه‌های ایران استفاده کردند و فرانسه نیز نیروی دریایی خود را برای ارائه پوشش راداری مستقر کرد. یک منبع ناشناس از آل سعود گفت که عربستان سعودی به طور خودکار هر موجود مشکوکی را که حریم هوایی این کشور را نقض کند رهگیری کرده است. بر اساس گزارش وال استریت ژورنال، کشورهای حوزه خلیج فارس مانند عربستان سعودی و امارات متحده عربی اطلاعاتی را که شامل اطلاعات ردیابی راداری می‌شد، قبل از حمله پهپادی ایران با آمریکا و اسرائیل به اشتراک گذاشته‌اند.
رئیس فرماندهی مرکزی ایالات متحده آمریکا در ۱۱ آوریل برای هماهنگی دفاع هوایی به اسرائیل رفت. سنتکام اواخر روز بعد گزارش داد که نیروهای ایالات متحده بیش از ۸۰ پهپاد تهاجمی یک طرفه و حداقل ۶ موشک بالستیک را منهدم کردند. سنتکام همچنین گزارش داد که هواپیماهای آمریکایی از خشکی و دریا در پایگاه‌ها شرکت کردند. ناوهای جنگی درگیر نیروی دریایی ایالات متحده، یواس‌اس کارنی (دی‌دی‌جی-۶۴) و یواس‌اس آرلی برک هستند که هر دو در دریای مدیترانه مستقر هستند نیز در پایگاه‌ها شرکت کردند.
تایفون‌های نیروی هوایی سلطنتی اردن تعداد نامشخصی از پهپادهای ایرانی را سرنگون کردند که توسط نخست‌وزیر بریتانیا ریشی سوناک تأیید شد. این هواپیماها قبلاً در حریم هوایی سوریه و عراق به عنوان بخشی از عملیات «شاید» برای مقابله با داعش در حال عملیات بودند. بریتانیا نیز پشتیبانی اطلاعاتی، نظارتی و شناسایی ارائه کرد.
روزنامه وال استریت ژورنال به نقل از مقامات فرانسوی ناشناس گزارش داد که فرانسه در حال استقرار تجهیزات دریایی برای کمک به اسرائیل است. با این حال، امانوئل مکرون، رئیس‌جمهور فرانسه، بعداً اظهار داشت که فرانسه به درخواست اردن در رهگیری پهپادهای ایرانی شرکت کرده است.
اردن بین ایران و اسرائیل قرار دارد و پدافند هوایی خود را برای رهگیری پهپادها و موشک‌هایی که حریم هوایی این کشور را نقض می‌کردند، آماده کرده بود. ایران به اردن نسبت به هرگونه اقدام احتمالی برای حمایت از اسرائیل هشدار داده بود. اردن حریم هوایی خود را به روی هواپیماهای جنگی ایالات متحده و اسرائیل برای رهگیری پهپادها باز کرد. ساکنان امان گزارش دادند که در آسمان بالای شهر جرقه‌هایی دیده‌اند. در منطقه مرج الحمام، ساکنان اطراف بقایای یک پهپاد بزرگ که رهگیری شده بود جمع شدند. هاآرتص گزارش داد که نیروی هوایی سلطنتی اردن ۲۰ درصد از هواپیماهای بدون سرنشین پرتاب شده از ایران را سرنگون کرده است. اردن اظهار داشت که اقدام نظامی آن اقدامی دفاع از خود در تلاش برای حفاظت از حریم هوایی، قلمرو و شهروندان این کشور است. با این حال، انتقاداتی نسبت به مداخله اردن وجود داشت که آن را به عنوان محافظت از اسرائیل توصیف می‌کرد.

### در ایران

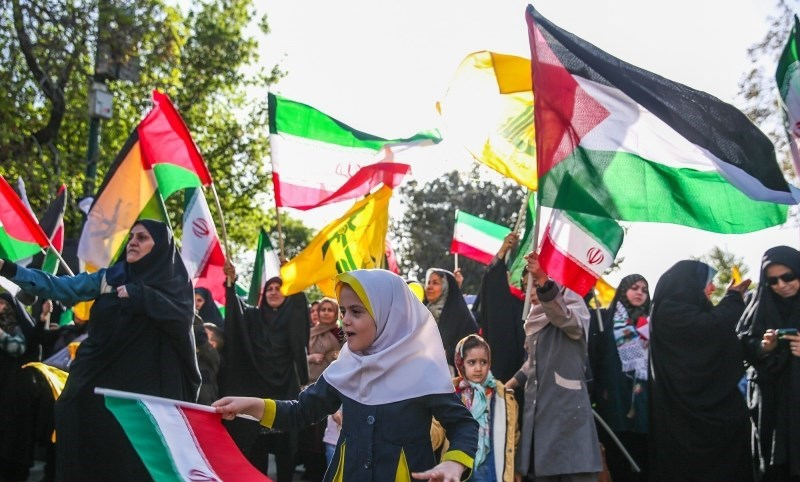
تظاهرات زنان و کودکان در قزوین در حمایت از حملات ایران در اسرائیل

### مقامات ایران

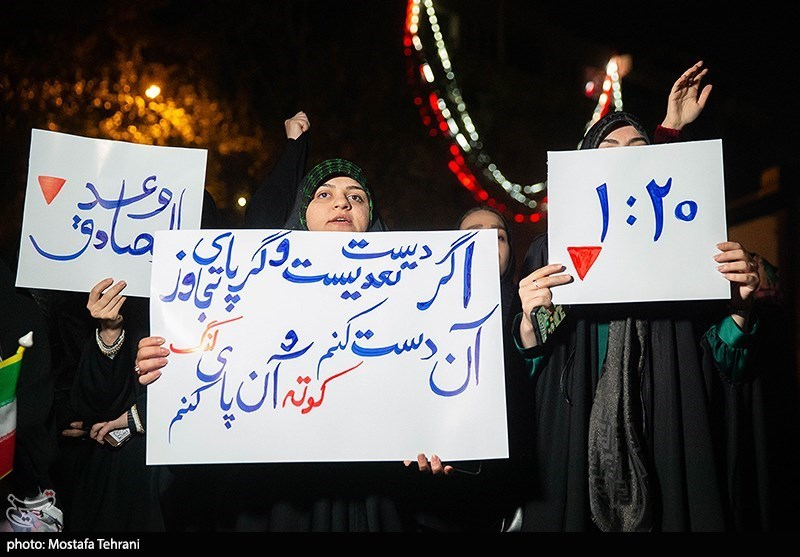
تجمع حامیان جمهوری اسلامی در تهران به حمایت از عملیات سپاه علیه اسرائیل

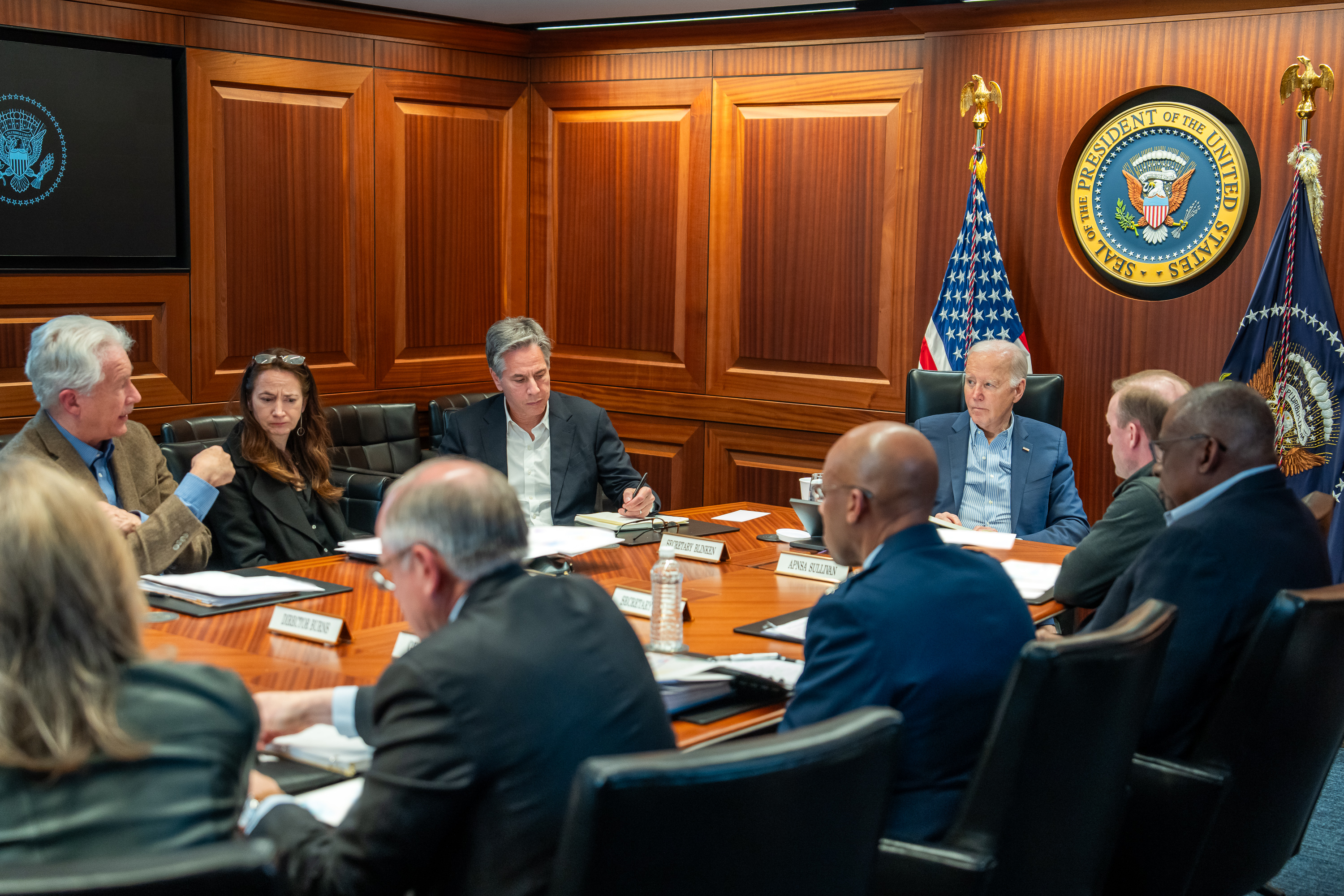
جو بایدن رئیس‌جمهور ایالات متحده و دولت امنیت ملی وی در حال ارزیابی حمله در اتاق وضعیت هستند.

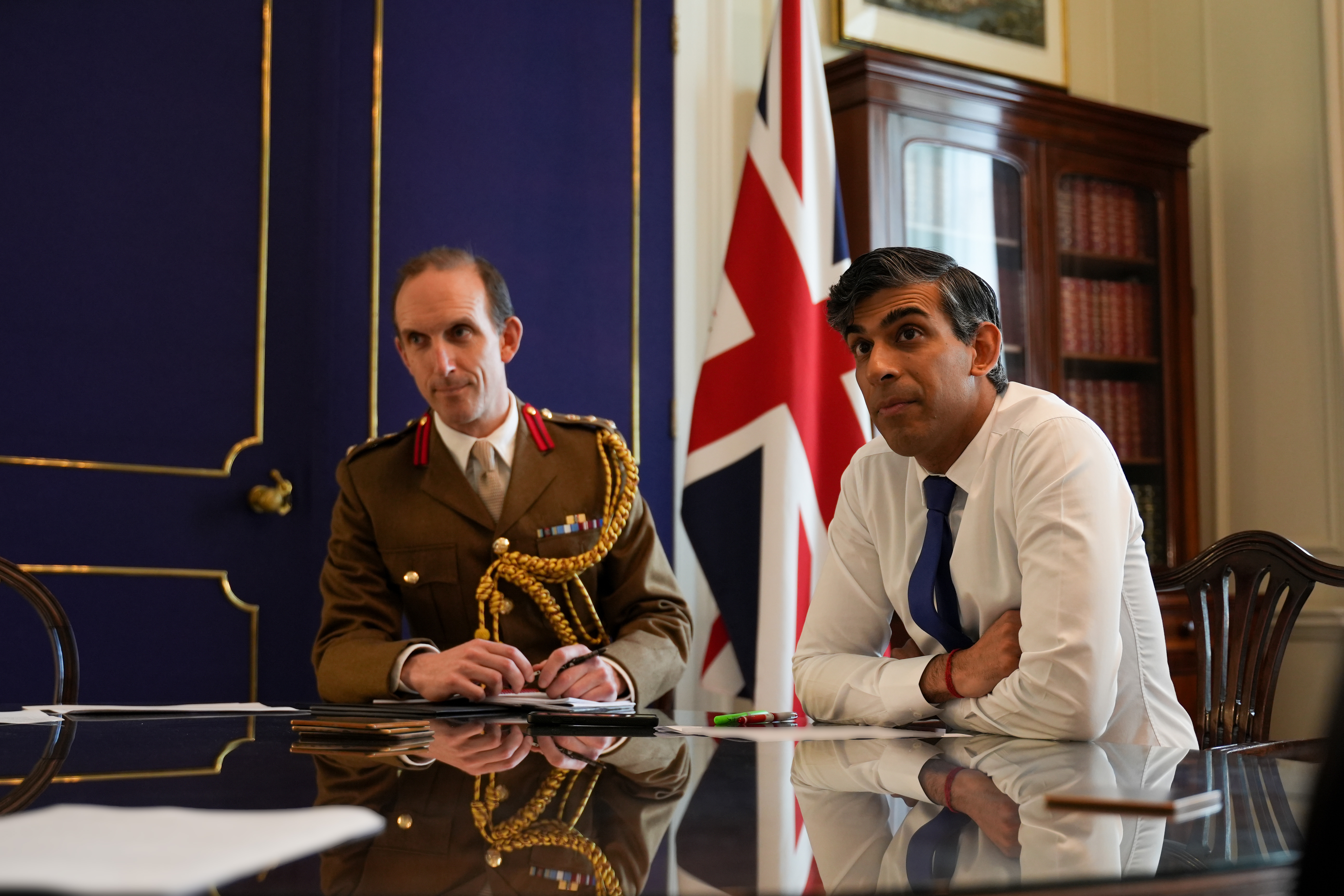
ریشی سوناک، نخست‌وزیر بریتانیا، طی تماسی با رهبران گروه ۷ در مورد این حمله صحبت کرد.

## تلفات و خسارات

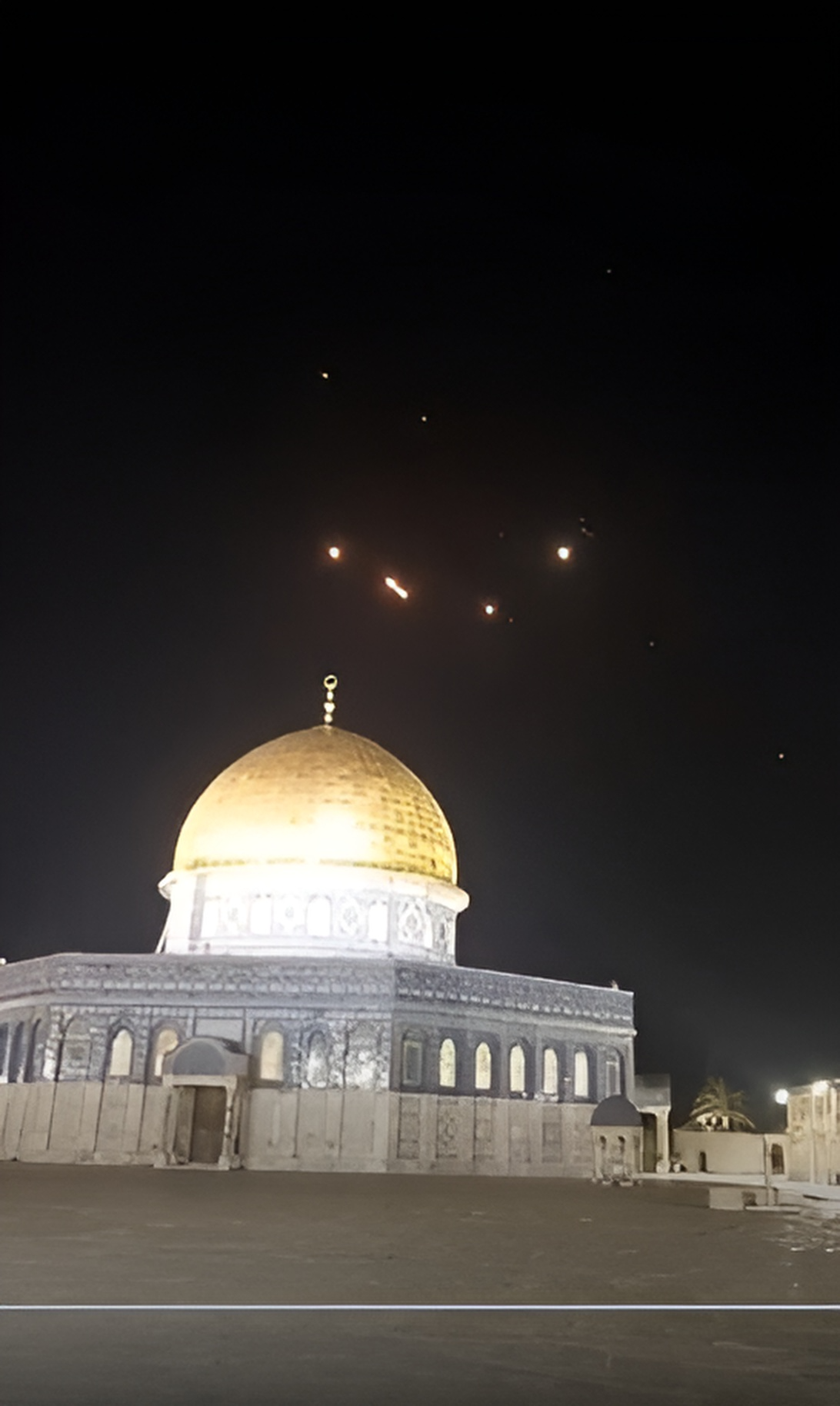
موشک های ایرانی بر فراز مسجد الاقصی